# Semih Şentürk
Semih Şentürk (İzmir, 29 april 1983) is een Turks voormalig voetballer. 

## Carrière
Semih Şentürk is een 183 centimeter lange en 78 kilo wegende spits. Tot 17 september 1999 voetbalde Semih bij amateurclub Özçamdibispor. In het seizoen 1999/00 werd hij overgenomen door het jeugdelftal van Fenerbahçe. Tijdens zijn periode bij de club uit Istanboel werd hij voor een half jaar verhuurd aan Izmirspor. In 2002 maakte Semih voor het eerst zijn opwachting bij het A-elftal van Fenerbahçe.
De bijnaam van Semih is "Genç Semih" (Jonge Semih). Dit, ondanks dat hij maar één jaar jonger is dan vedette en oud-teamgenoot Tuncay Şanlı. In het seizoen 2005/06 werd hij door sportjournalisten en teamgenoten daarnaast ook "de man van de 79e minuut" genoemd. Dit kwam doordat toenmalig coach Christoph Daum Semih vaak in de laatste tien minuten van een wedstrijd liet invallen en omdat hij vaak nog scoorde in een kort tijdbestek kreeg hij de bijnaam "nobetci golcu", dat "de wacht overnemende spits" betekent. Hij moest vaak invallen als laatste redmiddel.
Semih viel op in het seizoen 2007/08: hij maakte zeventien doelpunten voor Fenerbahçe in de competitie, waardoor hij topscorer werd. Ook wist hij belangrijke doelpunten in de Champions League te maken. Door deze prestaties werd Semih opgenomen in de Turkse selectie voor het Europees kampioenschap voetbal 2008. Semih scoorde drie keer op het EK, waardoor hij topscorer aller tijden werd bij Turkije op een EK. Zijn belangrijkste treffer was de gelijkmaker in de kwartfinale tegen Kroatië in de 121ste minuut; dit doelpunt ging de geschiedenisboeken in als de laatste treffer ooit op een EK. Door zijn optreden werd Şentürk zowel verkozen tot beste als meest populaire Turkse EK-speler.
In januari 2014 verliet Şentürk Fenerbahçe en maakte de overstap naar Antalyaspor, waar hij in de tweede seizoenshelft van de jaargang 2013/14 dertien competitiewedstrijden speelde. Na afloop van het seizoen tekende Şentürk een contract bij Istanbul Başakşehir, waar hij in zijn eerste seizoen elf doelpunten maakte in 23 competitieduels.

## Clubstatistieken
| Seizoen                      | Land                         | Club                         | Competitie | Duels | Goals |
| ---------------------------- | ---------------------------- | ---------------------------- | ---------- | ----- | ----- |
| 1999/01                      | Turkije                      | Fenerbahçe PAF               | -          | ?     | ?     |
| 2001/02                      | Turkije                      | Izmirspor                    | TFF 2. Lig | ?     | ?     |
| 2002/03                      | Turkije                      | Fenerbahçe                   | Süper Lig  | 13    | 3     |
| 2003/04                      | Turkije                      | Fenerbahçe                   | Süper Lig  | 13    | 1     |
| 2004/05                      | Turkije                      | Fenerbahçe                   | Süper Lig  | 2     | 0     |
| 2005/06                      | Turkije                      | Fenerbahçe                   | Süper Lig  | 22    | 9     |
| 2006/07                      | Turkije                      | Fenerbahçe                   | Süper Lig  | 18    | 1     |
| 2007/08                      | Turkije                      | Fenerbahçe                   | Süper Lig  | 27    | 7     |
| 2008/09                      | Turkije                      | Fenerbahçe                   | Süper Lig  | 24    | 7     |
| 2009/10                      | Turkije                      | Fenerbahçe                   | Süper Lig  | 21    | 6     |
| 2010/11                      | Turkije                      | Fenerbahçe                   | Süper Lig  | 25    | 10    |
| 2011/12                      | Turkije                      | Fenerbahçe                   | Süper Lig  | 22    | 1     |
| 2012/13                      | Turkije                      | Fenerbahçe                   | Süper Lig  | 17    | 1     |
| 2013/14                      | Turkije                      | Antalyaspor                  | Süper Lig  | 13    | 3     |
| 2014/15                      | Turkije                      | Istanbul Başakşehir          | Süper Lig  | 23    | 11    |
| 2015/16                      | Turkije                      | Istanbul Başakşehir          | Süper Lig  | 8     | 0     |
| 2016/17                      | Turkije                      | Eskisehirspor                | TFF 1. Lig | 21    | 12    |
| 2017/18                      | Turkije                      | Eskisehirspor                | TFF 1. Lig | 25    | 6     |
| Bijgewerkt op 16 april 2016. | Bijgewerkt op 16 april 2016. | Bijgewerkt op 16 april 2016. | Totaal     | 294   | 78    |

## Erelijst
- Fenerbahçe SK

Süper Lig: 2003/04, 2004/05, 2006/07
Turkse Super Cup: 2007, 2009